# Contwoyto Lake
Der Contwoyto Lake ist ein See in der Kitikmeot-Region des kanadischen Territoriums Nunavut an der Grenze zu den Nordwest-Territorien.

## Lage
Der See liegt im Bereich des Kanadischen Schilds im Norden Kanadas. Er liegt auf einer Höhe von 447 m. Die Wasserfläche des Sees beträgt 933 km², mit Inseln beträgt die Gesamtfläche 957 km². Der See besitzt zwei Abflüsse. Der Contwoyto River fließt vom Südostende nach Südosten zum Back River. Ein weiterer Abfluss befindet sich am nördlichen Seeende, der zum Kathachawaga Lake fließt und als Quellfluss des Burnside River häufig als Teil dessen bezeichnet wird.
Die Winterstraße Tibbitt to Contwoyto Winter Road stellt eine Verkehrsverbindung zum See dar.